# Tsurugi
Tsurugi (jap. 剣 tsurugi, ken) – prosty, obosieczny miecz japoński, pochodzenia chińskiego, z głownią rozszerzającą się ku dołowi.

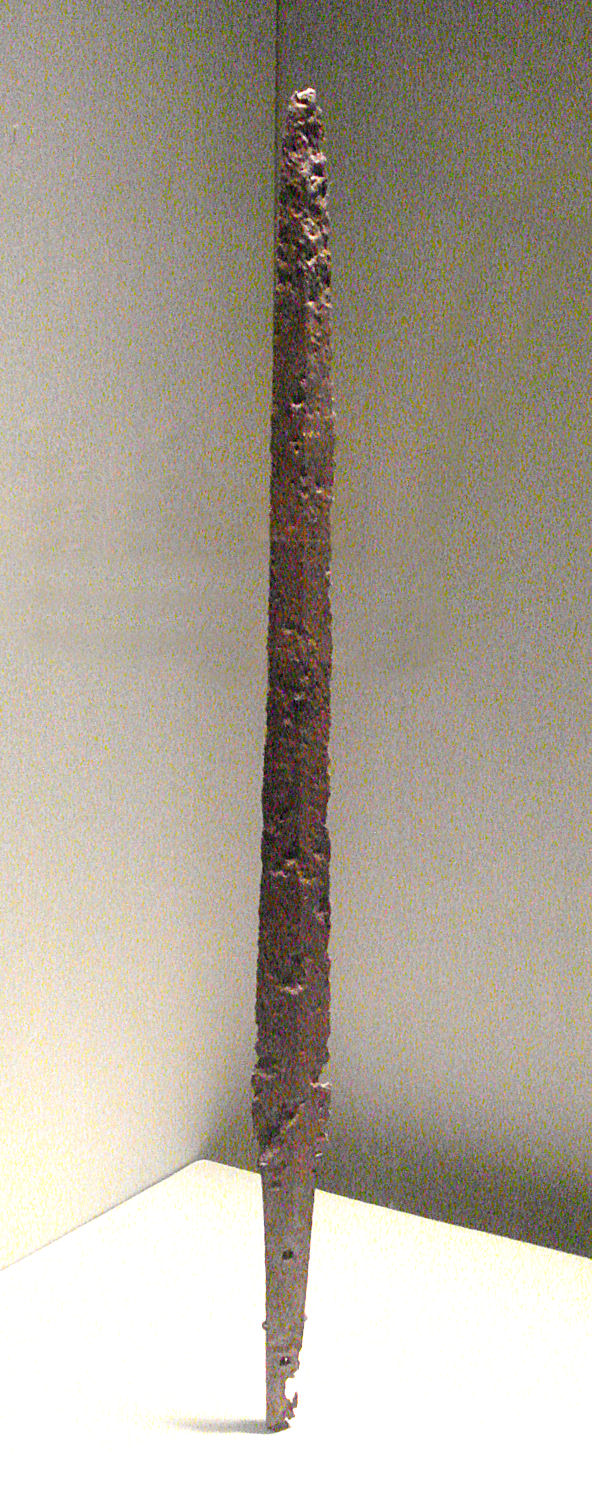
Tsurugi

W znacznym uproszczeniu historycznym białą broń używaną w Japonii, pochodzącą z Chin, można podzielić na dwa rodzaje. Od chińskiej jiàn (劍) broni obosiecznej, o prostym ostrzu, pochodzą podobne, japońskie, różne tego rodzaju (剣) nazwy mieczy i broni, jak: tōken (刀剣, ogólna nazwa mieczy, sztyletów, noży), jūken (銃剣, bagnet), shuriken (手裏剣), czy też szermierka kendō (剣道). 
Natomiast od chińskich broni jednosiecznych, o zakrzywionym ostrzu dāo (刀), pochodzą m.in. japońskie: katana (刀), tantō (短刀), nihon-tō, tegatana (手刀, uderzenie ręką, jak mieczem). 